# Nicareta de Nicomèdia
|  | Per a altres significats, vegeu «Nicareta de Mègara». |

Nicareta de Nicomèdia (en grec antic Νικαρέτη, 'Nikaréte') (Nicomèdia de Bitínia, segle iv - Constantinoble, ca. 440) va ser una dona cristiana, eremita. És venerada com a santa per les esglésies catòlica i ortodoxa.

## Biografia
De noble família, es va consagrar a la vida cristiana; es va fer famosa per la seva pietat i benevolència i pels guariments que feia gratuïtament mercès als seus coneixements de medicina. Vivia molt austerament, retirada a la manera d'una eremita, a casa seva, a Constantinoble. Lloada per Joan Crisòstom, va refusar per humilitat l'intent d'aquest que fos diaconessa o dirigís una comunitat monàstica de dones. Quan Crisòstom va ser expulsat de Constantinoble l'any 404, ella també va patir persecució, i va ser difamada per altres joves retirades que havien seguit el seu exemple, segons explica Hèrmies Sozomen. A més, la van desposseir injustament dels seus béns. Empobrida, va saber gestionar els seus recursos per poder viure i repartir els beneficis entre els pobres, als que feia almoines freqüents.
Finalment, la van trobar innocent i les que l'havien difamat van ser exiliades. Podria ser la dona que va restaurar la salut de Joan Crisòstom, però l'evidencia és insuficient. L'Església romana la va canonitzar i la seva memòria es commemora el 27 de desembre.